# Rivière Chibouet
Rivière Chibouet är ett vattendrag i Kanada.   Det ligger i provinsen Québec, i den sydöstra delen av landet, 220 km öster om huvudstaden Ottawa.
Trakten runt Rivière Chibouet består till största delen av jordbruksmark. Runt Rivière Chibouet är det glesbefolkat, med 17 invånare per kvadratkilometer.